# Eugraptoblemma
Eugraptoblemma is een geslacht van vlinders van de familie uilen (Noctuidae), uit de onderfamilie Acontiinae.

## Soorten
- E. pictalis Hampson, 1897
- E. rosealis Hampson, 1896